# Falla Valenciana El Turia
La Falla Valenciana El Turia es una falla fundada por inmigrantes valencianos en Buenos Aires, Argentina el 16 de julio de 1951.

## Orígenes
Según se desprende de los archivos de la Falla, el antecedente más lejano de la fundación de esta falla está en la iniciativa que dos inmigrantes valencianos en Buenos Aires, Vicente Puig y Matías Lorente, que deciden construir una falla en fechas cercanas de la festividad de San José, el 15 de marzo de 1951. Después de la quema (cremá en valenciano) de esa primera falla, los iniciadores del proyecto, junto a otros inmigrantes valencianos, deciden fundar la falla, lo cual se lleva a cabo el 16 de julio de 1951, según actas de la entidad.
Recibe durante sus varias décadas de vida dos banderas valencianas (senyeras, en valenciano), la primera en 1953, de manos de un particular, y la segunda, la que actualmente se utiliza, enviada por el presidente de las Cortes Valencianas, durante la década de 1990, Vicente González Lizondo

## Fallas e inmigración
La Falla Valenciana El Turia es junto a otras fallas argentinas —como por ejemplo las de Mendoza, San Juan, Mar del Plata o Rosario—, una de las tantas fundadas por todo el mundo por inmigrantes valencianos, las cuales cuentan desde hace unos años con distintos tipos de ayudas, además de apoyos y visitas de personalidades de la cultura.

## Premios
En 1954 recibió el buñuelo de oro (Bunyol d' or en valenciano de manos de las autoridades de la Junta Central Fallera, como reconocimiento a méritos extraordinarios.
En el año 2001 recibió dos premios, con motivo del cincuentenario de la Entidad, la Junta Central Fallera le concedió el buñuelo con hojas de laurel (Bunyol amb fulles de llorer en valenciano) y el buñuelo de brillantes (Bunyol de brillants en valenciano), expuestos ambos en el salón de actos de la Sede Social.